# إعادة الزرع
تم تعريف إعادة الزرع أو تجديد الغرس من قبل الجمعية الأمريكية لجراحة اليد بأنه إعادة اتصال جزء من أجزاء الجسم عن طريق الجراحة، وأغلب هذه الجراحات تكون للأصابع أو اليد أو الزراع، الذي قد تم قطعه بالكامل من جسم الإنسان".
وتم تنفيذ عملية جراحية لزراعة الأجزاء المبتورة من الجسم للأصابع واليدين والساعدين والزراعين وأصابع القدم والرجلين والأذنين والإصابات القلعية لفروة الرأس والوجه والشفاه والقضيب واللسان.
ويعد إصلاح الأعصاب والأوعية (الشرايين & والأوردة) من الجزء الذي قد بتر أمرًا ضروريًا لاستمرار وظيفة الجزء الذي تم زرعه في الجسم. ويُطلق على عملية استخدام المجهر في عملية إعادة الزرع لفظة إعادة زرع الأوعية الدقيقة. ومن ناحية أخرى، فإن الأوعية والأعصاب للأجزاء المبتورة الكبيرة (مثل الزراع والساعدين) ربما يتم إعادة وصلها بالجسم باستخدام العدسة أو غير المكبرة.

## تاريخ إعادة زرع الأعضاء
تضمنت أول عملية زرع تم إجراؤها في العالم إصلاح للشريان العضدي، وقد تم إجرائها من قبل فريق كبير من الأطباء المقيمين بقيادة الدكتور رونالد مالت في مستشفى ماساتشوستس العام بمدينة بوسطن في الولايات المتحدة الأمريكية في عام 1962. تم إعادة توصيل زراع طفل يبلغ من العمر 12 عامًا التي تم قطعها عند مستوى عظم العضد القريب.
ذكر التقرير الأول الوارد من قبل الفريق الطبي بقيادة الدكتور زونج-وي تشين في المستشفى السادس الشعبي أن عملية إعادة الزرع تمت باستخدام «تكبير متواضع ورؤية جيدة» وكان ذلك في عام 1963، وقد ورد ذلك في مقال من الجريدة الطبية الصينية. وقد تم ربط وإعادة توصيل اليد الميكانيكية على مستوى الساعد البعيد. وفي هذه الحالة، تم استخدام روابط الأوعية الدموية للأوعية حيث كان الفريق الطبي الصيني لا يملك في هذا الوقت خياطة الغرز الصغيرة الجيدة. ووفقًا للتواصل القليل بين الصين والجهة الغربية من العالم في هذه السنوات، قام كل من رونالد ملت وتشارلز ماكن بنشر أول تجربتين لهما في مجال إعادة زراعة الأعضاء في جاما في عام 1964 وبدون إشارة لعملية النشر الأولى التي كانت باللغة الصينية.
أول إعادة التوعية من بتر الأصابع: كانت من قبل كلينرت في عام (1963)
أول زراعة رقمية: كانت من قبل كامتسو وتامي في اليابان، عام (1965).

## الإجراءات
تطلب عملية إعادة زرع الأعضاء عملية جِراحَة مِجْهَرِيَّة، ويجب أن تتم في غضون عدد قليل من الساعات بعد بتر العضو أو الجزء من الجسم وتتم في مركز به كل الأدوات والأجهزة المتخصصة في ذلك، وبه أيضًا فريق طبي كامل من الجراحين والمساعدين. ولتحسين فرص نجاح عملية إعادة الزرع، فإنه من الضروري الحفاظ على الجزء المبتور في مكان بارد قدر الإمكان بعد البتر (تكون درجة حرارته قريبة من الصفر وليست عند أو تحت الصفر) وبيئة ومكان نظيف ومعقم. وينبغي أن تكون الأجزاء المبتورة ملفوفة بقطع شاش مبللة وموضوعة داخل حقيبة نظيفة ومعقمة مملوءة بالماء المثلج. كما ينبغي عدم استخدام الثلج الجاف لأنه يمكن أن يسبب تلف الأوردة وتجمدها. وهناك ما يسمى «الوسائد الهوائية للأعضاء المبتورة» المعقمة، وتتوفر هذه الوسائد حيث إنها تساعد في أداء جراحة جافة وباردة ومعقمة.
أما الأجزاء التي لا تحتوي على عضلات مثل الأصابع يمكن الحفاظ عليها لعدد كبير من الساعات، بينما الأجزاء التي تحتوي على عضلات مثل الزراعين فإنها تحتاج لإجراء جراحة إعادة الاتصال في غضون 6 أو 8 ساعات لكي تكون الأطراف مازالت حية وقابلة للحركة.
ويمكن التنبؤ بنتيجة إعادة زراعة الأطراف العامة من خلال مستوى البوتاسيوم في الدم والذي يتدفق في الجزء المعاد زراعته بعد إعادة توعيته، فإذا كانت نسبة البوتاسيوم في الدم عالية فإنها علامة على موت العضلات والأنسجة.
ومن المهم أيضًا الجمع والحفاظ على الأعضاء المبتورة والتي يبدو عليها أنها غير «صالحة لإعادة الزرع». ويحتاج الجراح الدقيق لكل الأطراف المتاحة من أنسجة الإنسان لتغطية الجرح عند الجدعة، ومن ثم منع التقصير المحتمل للجدعة. وفي بعض الحالات (على سبيل المثال الساعدان) تكون المهمة خاصة بمفصل هام (مثل الكوع) والتي يمكن فيها الحفاظ علي نجاح هذا الطرف التعويضي المحسن.
وفي بعض الحالات يمكن أن تفشل عملية إعادة زرع العضو وإنقاذه، والتي تتطلب إعادة النظر في بتر الجدعة مثل العديد من الإصابات الشديدة والإصابات متعددة المستويات والإصابات القلعية وفي بعض حالات التمزق الشديد للأنسجة.